# Into the New World (album)
Girls' Generation the 1st Asia Tour: Into the New World è il primo album live del gruppo di idol sudcoreano Girls' Generation, registrato il 19 dicembre 2009 durante il tour Into the New World.

## Tracce

### CD1
1. Nine Angels – 4:38
2. 소원을 말해봐 (Genie) (Rock Tronic Remix Version) – 4:37
3. Show! Show! Show! – 3:34
4. 소녀시대 Girls' Generation – 3:50
5. Beginning – 3:03
6. It's Fantastic – 3:31
7. Etude – 3:13
8. Ooh La-La! – 3:54
9. Kissing You – 3:19
10. Jessica & Onew degli SHINee – One Year Later (1 년 後) – 4:01
11. Yoona – 좋은 사람 있으면 소개시켜줘 Introduce Me to a Good Person (feat. Eunhyuk & Shindong dei Super Junior) – 2:56 – Basis cover
12. Sunny – Sunny – 3:10 – Bobby Hebb cover
13. Tiffany – Umbrella – 3:22 – Rihanna cover
14. Taeyeon – Hush Hush; Hush Hush – 3:37 – Pussycat Dolls cover
15. Chocolate Love – 3:14
16. Honey (소원) – 3:15
17. Dear Mom – 4:05
18. 영원히 너와 꿈꾸고 싶다 (Forever) – 4:40

### CD2
1. Day By Day – 4:01
2. My Child – 3:36
3. Jessica – Barbie Girl (feat. Key degli SHINee) – 3:13 – Aqua cover
4. Sooyoung – Santa Baby – 3:50
5. Seohyun – Maurice Ravel's 'Miroirs' 4th movement Alborada del Gracioso (piano solo) – 0:43
6. Seohyun – Sixteen Going On Seventeen – 1:53 – The Sound of Music cover
7. Over The Rainbow – 3:10
8. Yuri – 1, 2 Step (feat. Amber delle f(x)) – 2:40 – Ciara cover
9. 다시 만난 세계 Into The New World – 4:25
10. Be Happy – 3:31
11. 힘내!  Way To Go – 3:04
12. Gee – 3:20
13. Touch The Sky – 5:11
14. 냉면 (NaengMyeon) – 3:37
15. 하하하송 HaHaHaSong – 3:16
16. Complete – 3:56
17. Baby Baby – 3:11
18. Oh! – 3:07

Bonus tracks
1. Beautiful Girls (feat. Yoo Young-jin) – 3:58
2. Singin' in the Rain (Studio Version) – 2:46

## Classifiche
| Classifica (2011)            | Posizione massima |
| ---------------------------- | ----------------- |
| Corea del Sud (Circle Chart) | 1                 |